# United States Postal Service
[The] United States Postal Service (frecvent abreviat la USPS), în română, Serviciul Poștal al Statelor Unite (ale Americii), este o entitate independentă a puterii executive a guvernului federal al Statelor Unite ale Americii (vedeți, Format:Usc) responsibilă pentru furnizarea de servicii poștale și de curierat în interiorul Statelor Unite. În Statele Unite este aproape întotdeauna nenumită colocvial prin apelativul "the post office", în română, "oficiul poștal", deși există mii de oficii poștale de-a lungul țării. 